# محاصره کان‌ایه

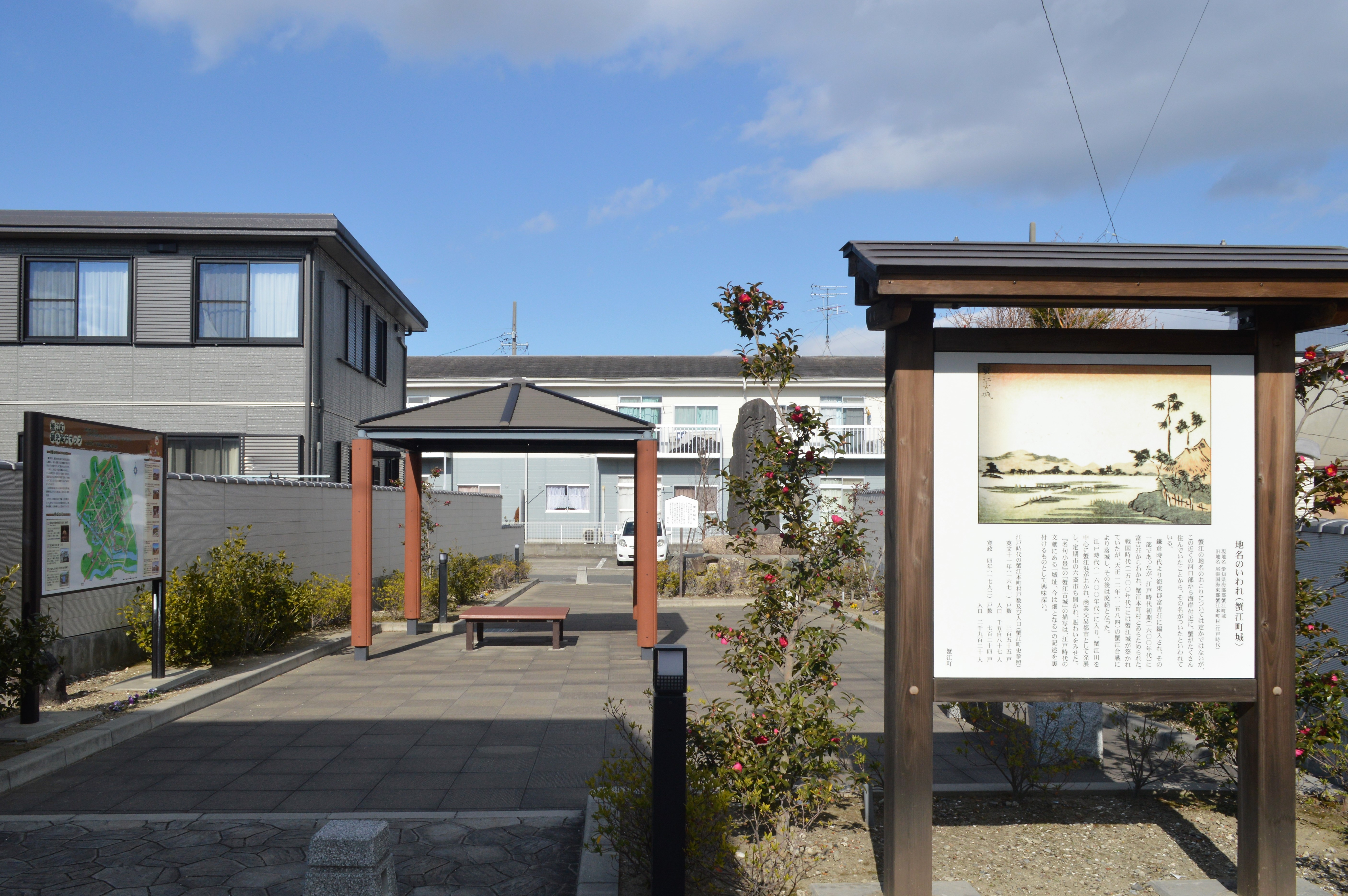
محاصره کان‌ایه

محاصره کان‌ایه (انگلیسی: Siege of Kanie) یکی از نبردهای بسیاری است که توسط تویوتومی هیده‌یوشی برای تحکیم قدرت خود بر نواحی تحت کنترل خاندان اودا در ولایت اواری، در ژاپن بود. این رویداد در واقع متشکل از دو محاصره بود.